# Заречье-Шарьинское
Заречье-Шарьинское — деревня в Любытинского района Новгородской области России.

## История
Постановлением Правительства РФ от 19 января 2006 года № 19 деревня Заречье Шарьинского сельсовета переименована в деревню Заречье-Шарьинское.

## Население
| 2010 |
| ---- |
| 2    |